# Oberwampach
Oberwampach (luxemburgisch Uewerwampechⓘ) ist eine Ortschaft in der Gemeinde Wintger, Kanton Clerf im Großherzogtum Luxemburg.

## Lage
Oberwampach liegt im Südwesten der Gemeinde nahe der belgischen Grenze. Nachbarorte sind Allerborn im Norden, Derenbach im Osten, Niederwampach und Schimpach im Süden und Lingsweiler (Longvilly) im Westen auf belgischer Seite. Durch den Ort fließt der Wamperbach.

## Allgemeines und Geschichte
Oberwampach war bis zum 1. Januar 1977 eine Gemeinde, zu der zuletzt auch die Ortschaften Allerborn, Brachtenbach, Derenbach, Niederwampach und Schimpach gehörten. Die Gemeinde wurde dann aufgelöst und aus den ehemaligen Gemeinden Oberwampach, Asselborn, Helzingen und Bögen die neue Gemeinde Wintger gebildet.
Sehenswert ist die katholische Kirche St. Remaclus.